# Законы победителей
«Законы победителей» — книга немецкого автора и докладчика Бодо Шефера, написанная в 2001 году, впервые изданная издательством Frankfurter Allgemeine Buch. В ней рассказывается о 30 стратегий с мышлением, о подходах и действиях для продвижения личного и профессионального успеха.
Книга стала бестселлером и переводилась на более чем дюжину языков.

## Содержание
Книга содержит 256 страниц с 30 главами, в которых указаны названия соответствующих законов. Каждая глава начинается с рассказа и описывает закон. Книга содержит предисловие, послесловие и подтверждение. Непрерывным элементом является метафора орла (успешно) и утки (неудачно).

## Награды
В 2002 году книга попала в список бестселлеров журнала «Менеджер» на 6-м месте. Хорст Тельщик характеризует книгу как «убедительное руководство для успешных людей».
Даже спустя много лет после публикации книга неоднократно поднималась в СМИ и в социальных сетях и в основном рекомендовалась. Автор и журналист Райнер Цительманн описал книгу в 2016 году как «настоятельно рекомендованную».
Совсем недавно книга была в списках бестселлеров в 2018 году.